# A2A
A2A S.p.A.는 재생 에너지, 전기, 가스, 통합 상수도 및 폐기물 관리 서비스를 생산, 유통 및 판매하는 이탈리아 기업으로, 소시에타 페르 아지오니(società per azioni)라는 이름으로 운영된다. 이탈리아 북부 지역에 상당한 영향력을 행사하고 있으며, 이탈리아와 그리스에도 에너지 생산 시설을 보유하고 있다.

## 회사 연혁
A2A는 2008년 1월 1일, 이탈리아 북부 지방자치단체 소유의 세 공공 서비스 기업이 합병하여 설립되었다. 해당 기업에는 밀라노에 위치한 Azienda Elettrica Municipale(AEM, 설립 1880년)와 Azienda Milanese Servizi Ambientali(AMSA, 설립 1907년) 그리고 브레시아에 위치한 Azienda dei Servizi Municipalizzati(ASM, 설립 1908년)가 포함된다.
2023년 초 기준, 밀라노와 브레시아 지방자치단체가 각각 25%씩 지분을 소유하고 있다. 지방자치단체는 15명의 이사 중 12명을 임명할 책임이 있다. A2A는 이탈리아 증권거래소(B보르사 이탈리아나)에 상장되어 있으며 FTSE MIB 지수에 편입되어 있다.